# Lucky Luke (Musikproduzent)
Lucky Luke (* 18. Oktober 1999; eigentlich Lukas Kemesis) ist ein litauischer Musikproduzent.

## Leben
Bereits im Alter von zehn Jahren begann sich Lucky Luke für Elektronische Tanzmusik zu interessieren. Schon damals interessierte er sich für das Dahinter der Musik und begann, sich in die Musikproduktion einzuarbeiten. Er gründete seinen eigenen YouTube-Kanal und lud eigene Tracks hoch, die jedoch lediglich Zugriffszahlen um die 100 Aufrufe verzeichneten. Bekannt wurde er in Litauen, als er einige seiner Tracks an einen Radiosender sandte. Nicht nur stiegen danach die Zugriffszahlen auf seine Tracks, auch wurde die Seite Lithuania HQ, ein Internet-Musiksender auf YouTube, der auch Kanäle auf SoundCloud, Spotify, Snapchat und Instagram betreibt, auf ihn aufmerksam. Dort ist er auch als A&R tätig.
2019 veröffentlichte er den Song Cooler Than Me, der 2020 Platz 43 der deutschen Singlecharts erreichte.

## Diskografie

### EPs
- 2018: Anymore

### Singles

#### Solo
- 2017: Dangerous
- 2017: Lyd (Like You Do)
- 2017: NTFL (Need to Feel Loved)
- 2017: Boyfriend
- 2017: Crush
- 2017: Baby
- 2017: The One
- 2017: Nowhere
- 2017: D.O.N.T.
- 2017: One Day
- 2017: Jacks
- 2018: Sümmer Löve
- 2018: Wonderwall
- 2018: Keke
- 2018: Never Stop
- 2018: Make Ü Mine
- 2018: Drüg
- 2018: M.A.D.E.
- 2018: Out of Touch (Verbus & Dan Port Remix)
- 2018: A.L.R.I.G.H.T.
- 2019: Tommy Vercetti
- 2019: Minê
- 2019: Cooler Than Me
- 2020: Hypnotizing
- 2020: Around the World (La La La La La)

#### Kollaborationen
- 2017: Carry Me mit Danell Arma[4]
- 2018: Broken Love mit Fella
- 2018: E.B.Y.T. mit Joker Jaxx und Avatton
- 2018: Friend mit Gaullin
- 2018: Pasakyk Man (Lucky Luke Remix) mit 8 Kambarys
- 2020: Milk and Honey mit Tom Budin
- 2020: Feel Like mit Arezra und Aivarask
- 2020: Cherry Cola mit Gaullin
- 2021: Hi Don’t Cry mit Gaullin und NOTSOBAD
- 2023: I Feel the Magic (mit Timmy Trumpet & Naeleck)

#### Weitere Beiträge
- 2021: Life Speaks to Me (Basshunter)

## Auszeichnungen für Musikverkäufe
| Goldene Schallplatte - Belgien - 2021: für die Single Cooler Than Me - Polen - 2020: für die Single Cooler Than Me | Diamantene Schallplatte - Frankreich - 2023: für die Single Cooler Than Me |

Anmerkung: Auszeichnungen in Ländern aus den Charttabellen bzw. Chartboxen sind in ebendiesen zu finden.
| Land/RegionAuszeichnungen für Musikverkäufe (Land/Region, Auszeichnungen, Verkäufe, Quellen) | Gold     | Platin | Diamant  | Verkäufe | Quellen           |
| -------------------------------------------------------------------------------------------- | -------- | ------ | -------- | -------- | ----------------- |
| Belgien (BRMA)                                                                               | Gold1    | —      | —        | 20.000   | ultratop.be       |
| Deutschland (BVMI)                                                                           | Gold1    | —      | —        | 200.000  | musikindustrie.de |
| Frankreich (SNEP)                                                                            | —        | —      | Diamant1 | 333.333  | snepmusique.com   |
| Österreich (IFPI)                                                                            | Gold1    | —      | —        | 15.000   | ifpi.at           |
| Polen (ZPAV)                                                                                 | Gold1    | —      | —        | 10.000   | olis.pl           |
| Schweiz (IFPI)                                                                               | Gold1    | —      | —        | 10.000   | hitparade.ch      |
| Insgesamt                                                                                    | 5× Gold5 | —      | Diamant1 |          |                   |